# Ivans Klementjevs
Ivans Klementjevs (Riga, Unió Soviètica 1960) és un piragüista soviètico-letó, ja retirat, que va destacar a la dècada del 1980 i va guanyar tres medalles olímpiques.

## Biografia
Va néixer el 18 de novembre de 1960 a la ciutat de Riga, població que en aquells moments formava part de la Unió Soviètica i que avui en dia és la capital de Letònia. És germà del també piragüista Jefimijs Klementjevs.

## Carrera esportiva
Va participar, als 27 anys, en els Jocs Olímpics d'Estiu de 1988 celebrats a Seül (Corea del Sud), on en representació de la Unió Soviètica aconseguí guanyar la medalla d'or en la prova masculina de C-1 1000 metres. En els Jocs Olímpics d'Estiu de 1992 celebrats a Barcelona (Catalunya), i ja sota representació de Letònia, aconseguí guanyar la medalla de plata en aquesta mateixa prova, un metall que repetí en els Jocs Olímpics d'Estiu de 1996 realitzats a Atlanta (Estats Units).
Al llarg de la seva carrera ha guanyat 13 medalles en el Campionat del Món de piragüisme, destacant 7 medalles d'or.

## Carrera política
En retirar-se de la carrera esportiva activa es feu membre del Partit de l'Harmonia Nacional (TSP), esdevenint membre del consell municipal de la ciutat de Riga entre els anys 2001 i 2006. El 2006 va ser escollit diputat del Saeima, el parlament de Letònia, en representació del Partit Harmonia, condició que va mantenir fins al 2022.